# Улица Маяковского (Тверь)
Улица Маяко́вского — одна из главных улиц Твери. Соединяет Центральный район города с Затверечьем.

## География
Улица Маяковского начинается от улицы Вагжанова в центре Твери и продолжается в северном направлении. Пересекает Волгу по Восточному мосту и выходит в Затверечье. Пересекает улицы Кропоткина, Розы Люксембург, Академика Туполева, проезд Белинского, улицу Щорса, 1-й Клубный переулок, выходит к болоту, пересекает улицу Белинского и переходит в Третьяковский переулок.
Общая протяжённость улицы Маяковского (вместе с Восточным мостом) составляет 3 км.

## История
Улица Маяковского была проведена в 1938 году. Шла от 1-го Клубного до Дурмановского переулка. Названа в честь Владимира Маяковского. Застраивалась частным сектором, изначально только с нечётной стороны.
В начале 1940-х годов была продлена до Савватьевской ветки, стал застраиваться участок от улицы Щорса до 1-го Клубного переулка, началась застройка чётной стороны этого участка.
Во второй половине 1950-х годов улица была продлена до улицы Пржевальского. На нечётной стороне частным сектором был застроен 1 квартал до улицы Розы Люксембург и участок от 1-го Клубного переулка, на чётной стороне были построены двухэтажные кирпичные жилые дома.
В 1981 году был построен Восточный мост, в настоящее время являющийся частью улицы.
В 2009 — 2010 годах на углу с улицей Розы Люксембург был построен магазин автозапчастей (дом № 82).